# Archidiecezja Salta
Archidiecezja Salta (łac. Archidioecesis Saltensis) – archidiecezja Kościoła rzymskokatolickiego w Argentynie.

## Historia
28 marca 1808 roku papież Pius VII bullą Regalium Principium erygował diecezję Salta. Dotychczas wierni z tym terenów należeli do diecezji (obecnie archidiecezji) Córdoba.
15 lutego 1897 roku diecezja utraciła część swojego terytorium na rzecz nowo powstającej diecezji Tucumán. 20 kwietnia 1934 roku decyzją papieża Piusa XI wyrażoną w bulli Nobilis Argentinæ Nationis diecezja została podniesiona do rangi archidiecezji metropolitalnej. W tym samym czasie diecezja utraciła część swojego terytorium na rzecz nowo powstającej diecezji Jujuy. 10 kwietnia 1961 roku archidiecezja utraciła część terenów na rzecz diecezji Orán zaś 8 września 1969 roku na rzecz prałatury terytorialnej Cafayate.

## Ordynariusze

### Biskupi Salta
- Nicolás Videla del Pino (1807–1819)
- José Eusebio Colombres (1858–1859)
- Buenaventura Rizo Patrón OFM (1860–1884)
- Pablo Padilla y Bárcena (1893–1898)
- Matías Linares y Sanzetenea (1898–1914)
- José Calixto Gregorio Romero y Juárez (1914–1919)
- Julio Campero y Aráoz (1923–1934)

### Arcybiskupi Salta
- Julio Campero y Aráoz (1934)
- Roberto José Tavella SDB (1934–1963)
- Carlos Mariano Pérez Eslava SDB (1963–1984)
- Moisés Blanchoud (1984–1999)
- Mario Antonio Cargnello (od 1999)